# Lady Makbet mceńskiego powiatu
Lady Makbet mceńskiego powiatu (Леди Макбет Мценского уезда), w późniejszej wersji zmienionej Katarzyna Izmajłowa (ros. Катерина Измайлова) – opera Dmitrija Szostakowicza, w dziewięciu obrazach, do której libretto napisała Adelina Preis i kompozytor według opowiadania Powiatowa lady Makbet  Nikołaja Leskowa. Jej prapremiera miała miejsce w Leningradzie 22 stycznia 1934 roku, zaś premiera polska dzieła miała miejsce w Poznaniu w 1965 roku.

## Osoby
- Borys Izmajłow, kupiec – bas
- Zinowiej Izmajłow, jego syn – tenor
- Katarzyna, żona Zinowieja – sopran
- Siergiej, parobek – tenor
- Aksinia, kucharka – sopran
- chłop – baryton
- sprzedawca – tenor
- robotnik z młyna – baryton
- dozorca – baryton
- pop – bas
- komisarz – baryton
- stary zesłaniec – bas
- Sonia – mezzosopran
- zesłanka – sopran
- wartownik – baryton
- konwojent – tenor
- chłopi, robotnicy folwarczni, goście weselni, żandarmi, zesłańcy[4].

## Treść
Akcja rozgrywa się w Rosji pod koniec XIX wieku.

(...) Niezwykła jest też bohaterka, Katarzyna Izmajłowa, należąca do nielicznej rodziny kontestatorek obyczajowych w operze, takich jak Lulu Berga, Katia Kabanowa Janaczka czy do pewnego stopnia Turandot Pucciniego - kobiet niepogodzonych z rolą wyznaczoną im przez patriarchalne społeczeństwo. Katarzyna jest kobietą namiętną, która morduje z miłości do ukochanego Siergieja. Ona jest kupcową, on zwykłym parobkiem, wiąże ich płomienny romans. Zbrodnia zostaje odkryta, oboje trafiają na katorgę. Gdy Siergiej zdradza, „Lady Makbet” morduje po raz trzeci i sama ginie.